# Autillo de Campos
Autillo de Campos is een gemeente in de Spaanse provincie Palencia in de regio Castilië en León met een oppervlakte van 30,53 km². Autillo de Campos telt 146 inwoners (1 januari 2016).

## Demografische ontwikkeling

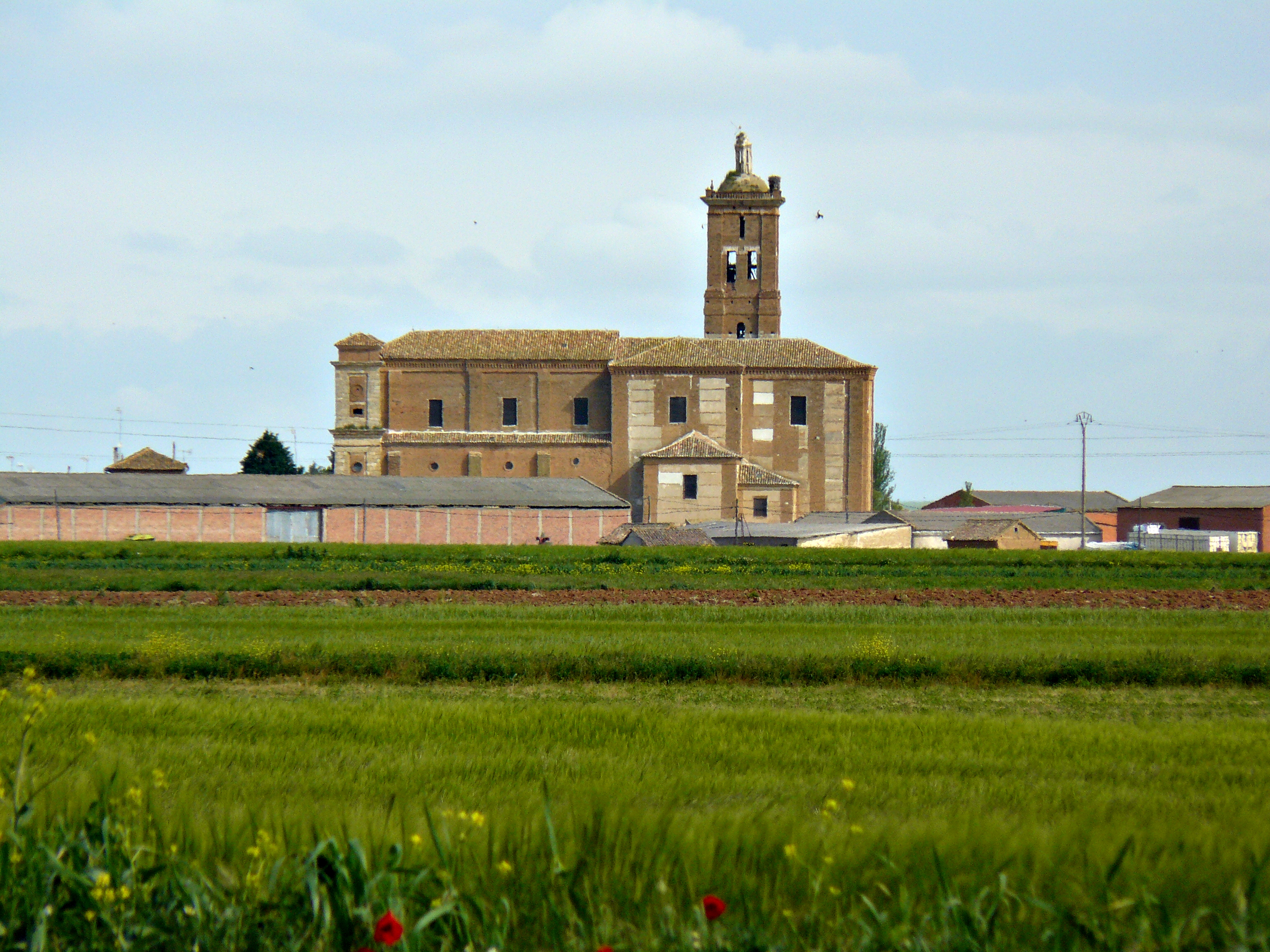

Bron: INE, 1857-2011: volkstellingen